# Jean Marie River
Jean Marie River (Slavey: Tthek'éhdélį „über Klee fließendes Wasser“) ist eine "Designated Authority" in der Dehcho Region in den Northwest Territories in Kanada. Die Gemeinde liegt an der Mündung des Jean Marie River in den Mackenzie River. Der Ort besitzt einen gleichnamigen Flugplatz und ist das ganze Jahr durch Charterflüge erreichbar. Laut der Statistikbehörde der Nordwest-Territories ist die über eine Allwetterstraße an den Mackenzie Highway angeschlossen, nach Angaben des Parlaments der Nordwest Territories ist der Ort nur im Winter mit dem Highway verbunden.
Die nächste Royal Canadian Mounted Police Station ist in Fort Simpson und es gibt in Jean Marie River weder ein Krankenhaus noch eine Ambulanz, sondern eine Gesundheitsstation, die „Jean Marie Health Cabin“. Es gibt einen einzigen Lebensmittelladen. Bildung vermittelt die „Louie Norwegian School“, welche bis zur zehnten Klasse reicht.
Während der kanadischen Waldbrandsaison 2023 musste die Gemeinde evakuiert werden, da sich ein Waldbrand näherte und befürchtet wurde, dass mögliche Fluchtwege abgeschnitten werden.

## Demografie
Laut kanadischem Zensus von 2006 hatte Jean Marie River 81 Einwohner, die Mehrheit davon sind First Nations. Die beiden Hauptsprachen sind South Slavey und Englisch.

## First Nations
Die Dene des Ortes werden von den Jean Marie River First Nation vertreten und gehören zu den Dehcho First Nations.